# Hegoa Álvarez
Hegoa Álvarez Zorroza (Santurtzi, Vizcaya, 1995), conocida por el seudónimo literario de HP Gezuraga, es una profesora, poetisa y escritora española.

## Biografía
Hegoa Álvarez nació en la localidad de Santurtzi (Vizcaya) en 1995. Estudió en el colegio Asti Leku Ikastola de Portugalete, donde estudió la educación primaria, secundaria y el bachillerato. Estudió el grado en magisterio en la Universidad del País Vasco. 
Como poetisa, escribe tanto en castellano como en euskera bajo el seudónimo literario «HP Gezuraga», cogiendo el apellido de su abuela materna (Gezuraga). En el año 2018 publicó su primer poemario bajo ese alias, Sensibilidad y fiereza en la niebla. En 2021 publicó su segundo poemario, Lo llaman dolor universal.
En el año 2024 Álvarez y Garazi Albizua crearon el podcast "Bendeja saltzaileak Mungiako plazan" ("vendedoras de vendejas en la plaza de Munguía", en español) para contar la historia del municipio de Munguía desde el punto de vista de las mujeres aldeanas que vendían verduras, frutas, hortalizas y demás en la plaza del pueblo.
En 2025 fue la autora del libreto de la ópera experimental Exodus, un proyecto escénico-musical estrenado en el Teatro Arriaga de Bilbao, compuesto por el compositor Jon Sáenz, dirigida por la directora Ane Legarreta y protagonizada por Lander Otaola.
En las elecciones municipales de 2023, Álvarez salió electa concejala del Ayuntamiento de Morga.

## Obra

### Libretos
- 2025, Exodus (ópera experimental), dir. Ane Legarreta Méndez[8][15]

### Poesía (como HP Gezuraga)
- 2021, Lo llaman dolor universal (poemario)[16]
- 2018, Sensibilidad y fiereza en la niebla (poemario)

### Otros
- 2020, "Umorea eta tristuraren arteko balantza", Argia[17]